# دانشگاه آزاد اسلامی واحد الیگودرز
دانشگاه آزاد اسلامی واحد الیگودرز در سال ۱۳۷۶ به عنوان مرکز تحت پوشش واحد اراک شروع به کار کرد. مراسم افتتاح رسمی این واحد از دانشگاه آزاد با حضور عبدالله جاسبی در سال ۱۳۸۴ برگزار شد. این واحد در سال ۱۳۸۳ با خرید ۱۰ هکتار زمین در ضلع شمال شرقی شهر و ساخت ۶۰۰۰ متر مربع فضای آموزشی و افتتاح مجمتع دانشگاهی توسعه پیدا کرد. این دانشگاه با داشتن ۳۳ هکتار زمین و بیش از ۲۶ هزار متر مربع فضای آموزشی، پژوهشی، فرهنگی و ورزشی دارای چهار هزار دانشجو در ۱۰۲ رشته مقاطع کاردانی، کارشناسی، کارشناسی ارشد و دکتری و نیز مجموعه پیراپزشکی می‌باشد.

## امکانات آموزشی، رفاهی و ورزشی
دانشگاه دارای یک مجموعه ورزشی با مساحت یازده هزار مترمربع از قبیل سالن چندمنظوره است. خوابگاه دختران دانشجو با زیر بنایی حدود ۴۴۰۰ متر مربع که دانشجویان دختر بهره‌مند از خوابگاه ۲۰۰ نفره می‌باشند. سالن غذاخوری واحد با مساحت ۱۱۳۲ متر مربع در سه بخش، دانشجویان برادر و خواهر، استادان و کارکنان که حدود ۵۰۰ نفر گنجایش و ظرفیت دارد. استادسرا و مهمانسرای واحد ۱۰۲۰۰ متر مربع با امکانات لازم جهت رفاه مهمانان و استادان و همچنین دارای دو کتابخانه مجزا و مجتمع کارگاهی و آزمایشگاهی می‌باشد.

## روسای پیشین تا کنون
1. محسن گلپایگانی: (ارشد جغرافیا و برنامه‌ریزی شهری) از ۱۳۷۶ تا ۱۳۸۰
2. سیامک باقریان:(دکترای زمین‌شناسی اقتصادی) از ۱۳۸۰ تا مرداد ۱۳۸۸
3. خلیل غفاری: (دکترای برنامه‌ریزی آموزشی) از مرداد ۱۳۸۸ تا بهمن ۱۳۹۴[۶]
4. اسماعیل درویشی: (دکترای زمین‌شناسی پترولوژی) از بهمن ۱۳۹۴ تا کنون[۷]